# 中屋藍
中屋 藍（なかや あい、9月11日 - ）は、元RSK山陽放送のアナウンサー。

## 来歴
和歌山県出身。関西学院大学文学部文学言語学科卒業。大学在学時には、オープンキャンパスの企画運営サークルで活動しながら和歌山県の観光大使も務めていた。観光PRのために岡山県を訪れた際、RSKの現地での愛されぶりなどを知り、それをきっかけに入社を熱望するようになる。以後は、学業と並行して大阪のアナウンススクール声光塾にも通っていた。
大学を卒業後、2020年4月にRSK山陽放送に入社。報道局アナウンス部に配属され、同期の新田真子、谷口笑子とともに同局のアナウンサーになる。

## 人物
RSKテレビの『蛙亭のかえる天国』で共演した男性女性お笑いコンビの蛙亭については、共演者という関係以前に個人的なファンであり、彼らが大阪で活動していた頃から劇場に通っていたほどであった。特に同性の芸人イワクラには感謝の念も抱いており、アナウンサー採用試験が失敗続きであった頃に彼女から掛けられた言葉に励まされて奮起し、RSKからの内定を得るに至った。そのため、『かえる天国』第1回で念願の共演を果たした際には、感激のあまりにアナウンサーらしからぬ挙動不審ぶりを見せていた。

## 担当番組

### テレビ番組
- 情報ワイド あれスタ[2]
- ちゃんねるロック[6]
- ユタンポ[6]
- 蛙亭のかえる天国 - MC[7]
- THE TIME,（TBS） - 「列島リアルタイム中継」岡山県・香川県担当リポーター（2022年4月1日 - 2023年12月）[8]
- ライブ5時 いまドキッ![9]
- ガチでやります！中屋藍のファイト70発！[10]

### ラジオ番組
- 表町LIVE! あもーれ!マッタリーノ[2]
- おはよう当番[6]
- SUNDAY1150 - 第1日曜「中屋藍の純喫茶あい」店主[11]